# Aire urbaine de L'Isle-sur-la-Sorgue
L'aire urbaine de L'Isle-sur-la-Sorgue est une ancienne aire urbaine française centrée sur la ville de L'Isle-sur-la-Sorgue. Elle a été intégrée à l'aire urbaine d'Avignon par l'INSEE en 2011.

## Caractéristiques
D'après la définition qu'en donne l'INSEE, l'aire urbaine de L'Isle-sur-la-Sorgue est composée de 3 communes, situées en Vaucluse. Ses 26 419 habitants font d'elle la 216e aire urbaine de France.
3 communes de l'aire urbaine sont des pôles urbains.
Le tableau suivant détaille la répartition de l'aire urbaine sur le département (les pourcentages s'entendent en proportion du département) :
| Département | Communes | Communes (%) | Superficie (km²) | Superficie (%) | Population (1999) | Population (%) |
| ----------- | -------- | ------------ | ---------------- | -------------- | ----------------- | -------------- |
| Vaucluse    | 3        | 2,0          | 96,49            | 2,7            | 29 678            | 5,3            |

## Communes
Voici la liste des communes françaises de l'aire urbaine de L'Isle-sur-la-Sorgue.
| Code INSEE | Commune              | Type        | Département | Superficie (km²) | Population (1999) | Densité (hab./km²) |
| ---------- | -------------------- | ----------- | ----------- | ---------------- | ----------------- | ------------------ |
| 84054      | L'Isle-sur-la-Sorgue | Pôle urbain | Vaucluse    | +0044,57         | +00016 971,       | +00380,77          |
| 84132      | Le Thor              | Pôle urbain | Vaucluse    | +0035,53         | +0 0006 619,      | +00186,29          |
| 84142      | Velleron             | Pôle urbain | Vaucluse    | +0016,39         | +0 0002 829,      | +00172,61          |
|            | Total                |             |             | +0096,49         | +00029 678,       | +00307,            |